# Анушаван
Анушава́н (арм. Անուշավան) — село в Армении, в Ширакской области.

## География
Община села Анушаван Ширакской области находится на северо-западе страны.

## Экономика
Население занимается скотоводством и земледелием.